# Bennehalli, Jagalur
Bennehalli là một làng thuộc tehsil Jagalur, huyện Davanagere, bang Karnataka, Ấn Độ.